# 스베티유리브슬로벤스키흐고리차흐

스베티유리브슬로벤스키흐고리차흐의 위치

스베티유리브슬로벤스키흐고리차흐(슬로베니아어: Sveti Jurij v Slovenskih goricah, 독일어: Sankt Georg in den Windischen Büheln 장크트게오르그인덴빈디셴뷔헬른[*])는 슬로베니아의 도시로 면적은 30.7km2, 높이는 240m, 인구는 2,076명(2002년 기준), 인구 밀도는 67.6명/km2이다.